# 音楽の風車
『音楽の風車』（おんがくのかざぐるま）は、山陰放送（BSSラジオ）で1954年の開局時から放送されているラジオ番組で山陰地方最長寿のリクエスト番組である。余程の事態がない限り1月1日から12月31日まで1年中休まず放送されており、2008年12月6日の放送で放送回数20000回を突破した。

## 概要
- リスナーから「ご希望曲（リクエスト曲）」を受け付け放送する番組で、J-POPから演歌、懐メロからニューリリースまで幅広い楽曲が放送される[1]。洋楽は一切受け付けていない。
- リクエストはメール・FAX・ハガキで受け付けている（かつては同じ時間帯で電話によるリクエストも受け付けていたが、廃止された）。
- 通常は昼の放送であるが、ごく稀に夜に特別番組として放送されることもある。また、開局年数が5の倍数にあたる年には開局記念番組という位置づけで、「音楽の風車スペシャル」と題して、長時間の特別番組を放送することもある。
- 1997年に境港市で開催された「夢みなと博覧会」の会期中は会場内の特設スタジオから放送していた。
- 番組中にかかる曲は、原則としてフルコーラス放送される。番組1回あたり、月曜～金曜は19曲前後、土曜・日曜は15曲前後オンエアされ、曲の前後にはCMが入る（入らない場合あり）。ただし、放送時間終了直前や定時ニュース直前の曲は途中でカットされる傾向がある。
- コーナーは特に設けられていないが、天気予報は時間の加減に応じて放送されている。また、2008年3月まで定時ニュースは放送されなかったが、現在は平日のみ11:55から定時ニュースと気象情報を放送している。
- リクエスト曲は、男性歌手の曲と女性歌手の曲が交互にかかるようになっている（男性と女性の両方がメンバーに入っているバンドやグループなどの場合は、主にボーカルの性別を基準としている）。
- 放送時間は下記の通りとなっているが、該当時間に自社制作の特別番組の編成（全国高等学校野球選手権鳥取大会の実況中継など）や他局制作の特別番組のネット受け（「箱根駅伝」や「防災の日スペシャル」など）がある場合は時間を変更させて放送する。
  - 放送時間変更の場合、平日は自社制作の帯ワイド番組（2024年時点では月 - 木曜『ラフリー!』、金曜『おちらと金曜日!』）の放送休止、土日はTBSラジオ制作の生放送番組（土曜日は『井上貴博 土曜日の『あ』』（2024年4月ネット開始）、日曜日は『爆笑問題の日曜サンデー』（2021年4月ネット開始））の臨時ネット返上で対応している。
- 2008年10月1日の放送分より、公式サイトにオンエアリストが掲載されるようになった。
- 2010年4月5日から、平日の22:00から長らくネット受けをしていたニッポン放送制作番組の放送を打ち切り、番組の前日放送分（月曜日は先週金曜放送分）を再放送している（定時ニュースの部分はカットし、23:25までの放送となっている）。
- 2011年10月9日の日曜日からは、当日（日曜日）分の放送分を22:00～23:30に再放送している。
- 2015年4月5日の日曜日からは、11:00〜12:30の放送になる。
- 2016年3月28日の月曜日からは、平日の放送時間が11:00〜12:55の放送になる。
- 2016年10月1日の土曜日からは、土曜日の放送時間が11:00～12:55の放送となる。
- 2018年10月から、金曜日分の再放送を日曜日の22:00〜23:35に、日曜日分の再放送を22:30〜24:00に変更。
- 2020年10月17日より、土曜日の放送が『カニジルラジオ』開始のため12:25までに短縮。
- 2024年3月31日夜の再放送をもって、金曜本放送分を扱っていた日曜夜の再放送が終了。翌週から金曜分は翌週月曜の再放送となり、日曜本放送分は再放送対象から外れる。
- 2024年4月7日からは、日曜日も生放送に変更となった。日曜日の担当アナウンサーは、日曜夕方音楽堂やテレビ・ラジオの定時ニュースも兼務する。日曜時間帯も平日・土曜日同様、メール・FAX・ハガキは24時間受け付けている。

## テーマ曲
- 津村謙「赤いマフラー」（オフヴォーカル,軽音楽 キングオーケストラの音源を使用）

放送開始よりテーマ曲は不変で、お盆や年末年始に帰省する地元出身者の多くがこの曲を聴いて故郷を懐かしむ光景がよく見られる。また山陰地方以外の放送時間中に番組を聴取可能な地域において、番組テーマ曲としての認知度が高いことから、共通の話題とすることができる。

### 冒頭の挨拶
毎回冒頭には先述のテーマ曲をバックに次のようなコメントが毎日流されている。
「きょうも、きのうも、そしてあす（あした）も。あの町に、この村に、（吹き過ぎていくそよ風に乗って）クルクルと回る風車のように、人々の口から口へ、次々に歌われていく古い歌、新しい歌。皆様のご希望曲をお届けする"音楽の風車"のお時間です。きょうもお昼前のひと時、どうぞごゆっくりお楽しみ下さい…」
- ただし（）の箇所の「吹き過ぎていくそよ風に乗って」の箇所は年度下半期（11月から翌年3月）は冬バージョンで「行き交う七色のメロディーに乗って」に差し替えられている。

## 放送時間
※2024年4月現在
- 本放送
  - 月曜 - 金曜 11:00 - 12:55
  - 土曜 11:00 - 12:25
  - 日曜 11:00 - 12:30
- 再放送
  - 月曜 22:15 - 23:45
  - 火曜 - 金曜 22:15 - 24:00
  - なお、2001年10月から2024年3月までは日曜日のみ収録放送（擬似生放送・水曜日に収録）となっていた。2024年4月から再び生放送となっている。
  - 2009年4月5日まで日曜日は60分間の放送だったが、4月12日より90分となった。
  - 2024年3月までは日曜 22:00 - 23:30にも再放送枠（前週金曜本放送分）が設定されていた。
  - 再放送は2024年4月時点で、本放送より1日遅れで行われる（金曜本放送分は翌週月曜に再放送）。土曜日・日曜日本放送分は、再放送されない。

## 出演者
- 月曜日：山崎瑞穂（フリーアナウンサー。他の曜日も担当する場合あり）
- 火〜日曜日：BSS所属アナウンサーのうち1名がランダムで担当
  - 木野村尚子
  - 桑本みつよし
  - 大田祐樹
  - 森谷佳奈
  - 中島早也佳
  - 佐々木栄輔
  - 丸山聡美

### 出演者に関して
- 2005年8月22日までは女性のアナウンサー・パーソナリティのみが担当していたが、同年8月23日からは男性のアナウンサーやパーソナリティも担当するようになり、今日に至っている。
- なお、2005年8月22日以前にも、「BSSまつり」などのイベントの時や、「音楽の風車スペシャル」などの特番放送時は、男性のアナウンサー・パーソナリティが担当することがあった。
- 長らく日曜日の当番組を担当していた坂口育子（元BSSアナウンサー）は、2020年12月27日（日）の放送分をもって、番組を卒業（当日の番組内で発表）。次週からは宇田川修一（BSSアナウンス部長）が2024年3月31日にまで収録の放送形態を変えずに、担当していた。

## 放送休止
昭和天皇が崩御した1989年1月7日に放送を休止したことがある。